# Baleines à La Réunion

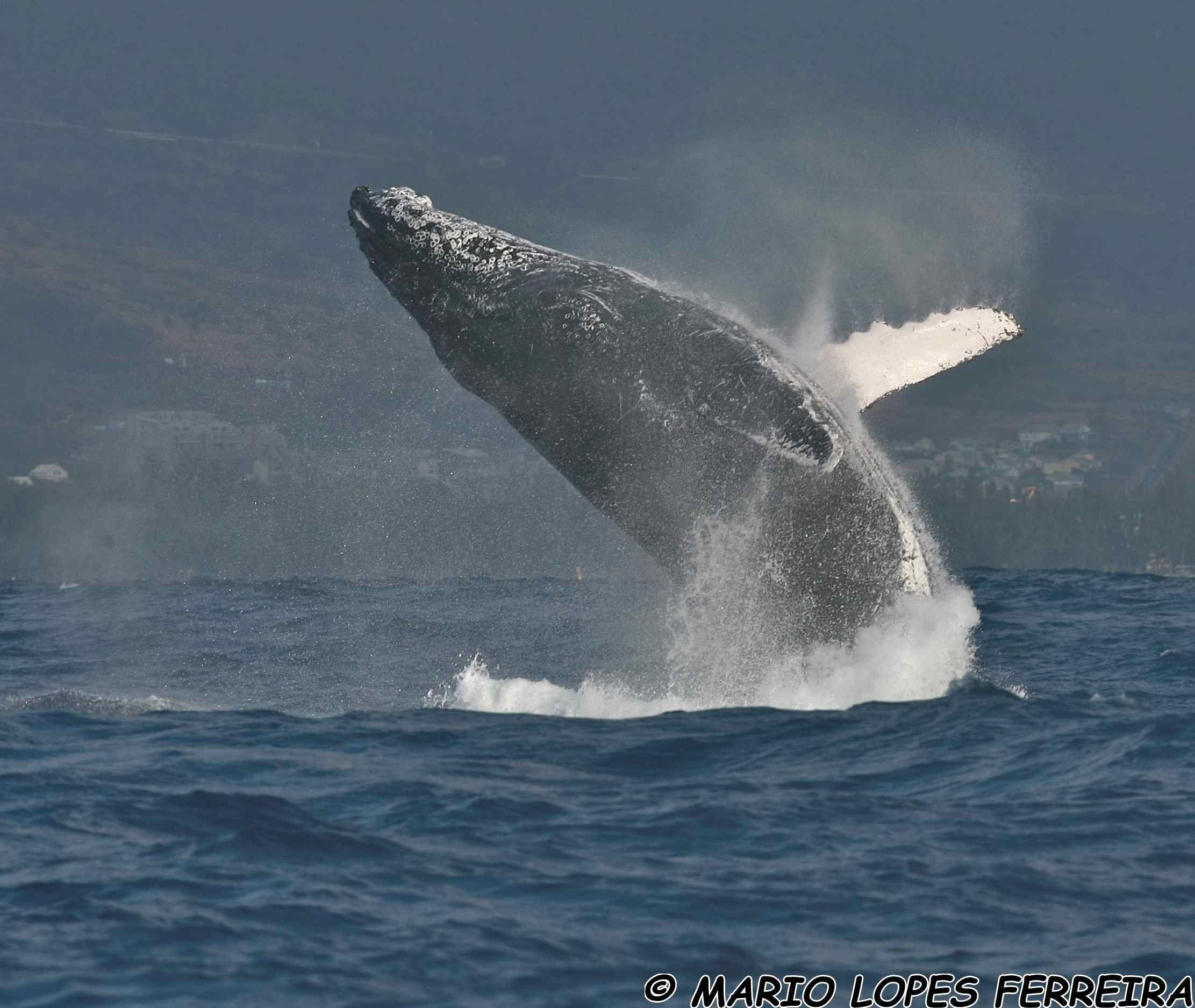
Baleine au large de Saint-Gilles les Bains.

Des baleines rejoignent les eaux de l'île de La Réunion pendant l'hiver austral afin de se reproduire ou de mettre bas.
En 2024, l'ONG locale Globice détient un catalogue de nageoires caudales d'environ 3 500 baleines identifiées depuis 2001 dans les eaux de La Réunion y compris avec l'année record en 2023 de 1 156 individus. Une activité touristique se développe autour de l'observation de ces mammifères marins, aussi une réglementation locale est mise en place pour les protéger. 

## Contexte: migration des baleines
Pendant l'été austral, les baleines de l’océan Austral, qui ceinture l'Antartique, se nourrissent de krill. Puis, quand vient l’hiver austral de mai à novembre, les baleines migrent vers des eaux tropicales plus chaudes pour se reproduire et mettre bas dans des habitats de faible profondeur. Ainsi elles s’approchent notamment des côtes réunionnaises, malgaches et de l’est de l’Afrique. Avec l’arrêt de la chasse commerciale à partir de 1986, les populations de baleines ont fortement augmentées et celles-ci sont, depuis la fin des années 2000, significativement présentes dans les eaux de l'île de La Réunion.

## Décompte

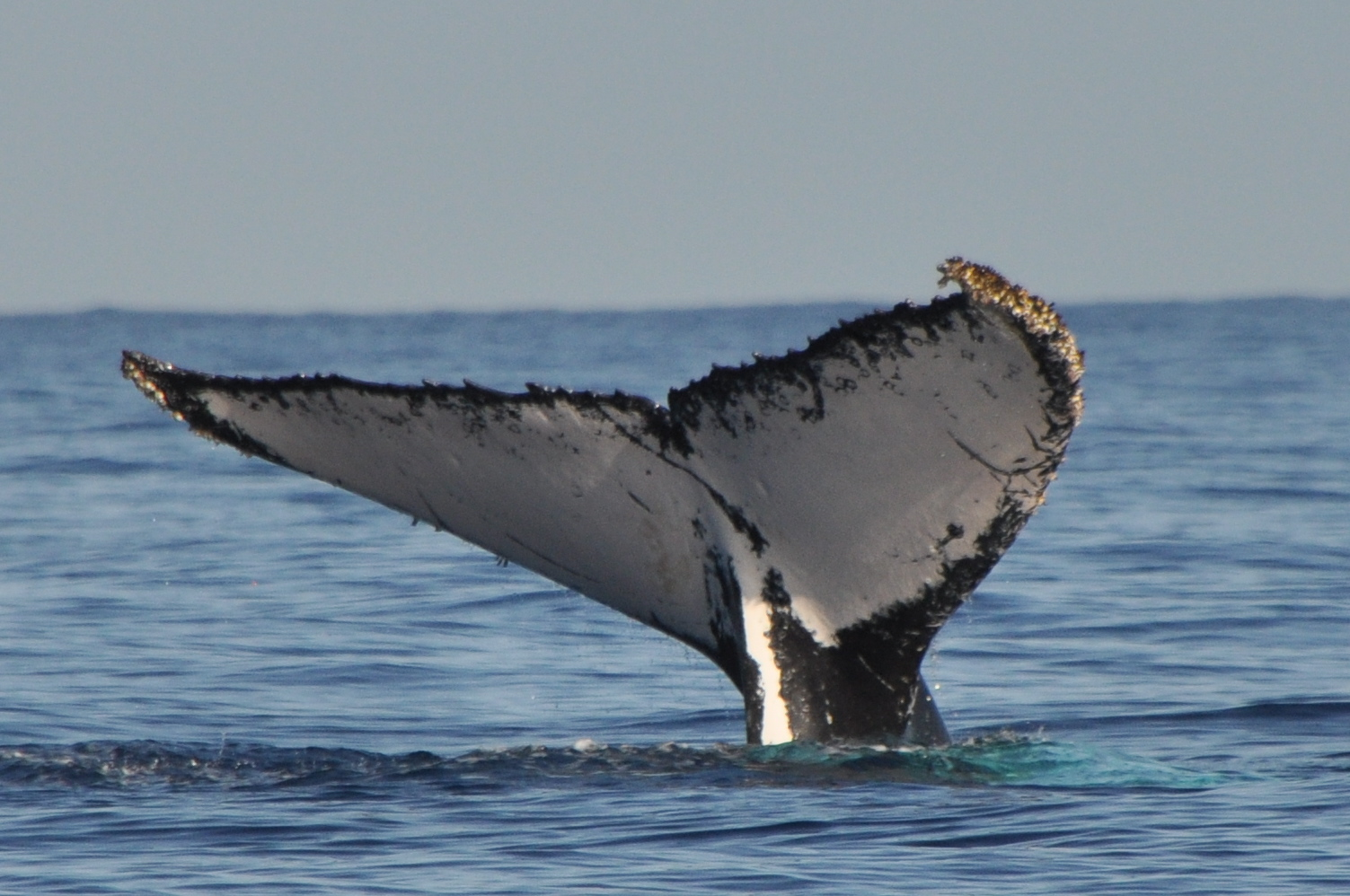
Nageoire caudale.

Les baleines sont reconnaissables par la face intérieure unique de leur nageoire caudale ce qui permet le décompte du nombre d’individus. Avant l'année record de 2023, sur les vingt dernières années, 160 baleines en moyenne par an sont comptabilisées dans les eaux de La Réunion, photo-identifiées par des scientifiques et des particuliers. Toutefois, de nombreux individus ne peuvent pas être répertoriés. Par exemple des baleines qui passent très au large ou longent La Réunion la nuit ou encore quand le mauvais temps, ne permet pas les sorties en mer. L'association Globice a établi un catalogue de nageoires caudales d'environ 3 500 baleines identifiées depuis 2001.
Pour faciliter le décompte des baleines, Globice a mis en place un programme de science participative dénommé KODAL. Ce dernier utilise les photos de la face ventrale des nageoires caudales envoyées par des observateurs pour identifier les baleines qui sont dans les eaux de l'île,.
Il est principalement observé la baleine à bosse, toutefois la baleine franche australe ou la baleine à bec de Longman sont aussi présentes mais à un degré bien moindre. Les baleines ne font que migrer à travers les eaux de La Réunion. Elles restent rarement plus d'un mois et ne reviennent pas obligatoirement d'une année à l'autre. Avant l'année 2008, il est observé une dizaine de baleines par saison à proximité de La Réunion. En 2013 il en est compté 120 spécimens. En 2022, 430 baleines sont dénombrées. 2023 est une année record avec 1 156 individus recensés par Globice. En 2024, il est compté 416 baleines à la fin du mois de novembre .

## Observation et protection
L’observation des baleines, essentiellement des baleines à bosse, depuis l'île ou avec un bateau et des mises à l’eau de nageurs, est une activité touristique qui se développe parallèlement à l'augmentation du nombre de baleines sur les côtes de La Réunion. Une réglementation préfectorale est mise en place pour une « approche respectueuse » et ainsi protéger ces mammifères marins .
Depuis la côte plusieurs sites permettent l'observation des baleines. Par exemple à Le Barachois, le long de la corniche du front de mer de Saint-Denis, il est possible de les observer (quand elles sont là) mais aussi d'écouter le chant des baleines  par l'intermédiaire d'une bouée radio immergée au large.
Pour l'observation en pleine mer, l’arrêté préfectoral no 2021-1306 du 7 juillet 2021, comporte des règles de distance, de vitesse d’approche, de jauge de fréquentation et d’horaires de présence. Il permet uniquement la présence de cinq bateaux dans une zone de 300 m autour de la baleine. Les mises à l'eau sont limitées à dix personnes, exclusivement en snorkeling. Elles ne doivent pas excéder 45 min ou 15 min si d'autres bateaux sont en attente de rejoindre la zone,.
En juin 2024, l'association Globice met en place l'application Balèn terla, qui permet de connaitre les meilleurs spots d’observation depuis le littoral, d'indiquer en temps réel les observations des baleines, de consulter les informations sur les cétacés et d'échanger avec la communauté d’observateurs… ,…